# Meneou
Meneou är en ort i Cypern.   Den ligger i distriktet Eparchía Lárnakas, i den östra delen av landet, 40 km sydost om huvudstaden Nicosia. Meneou ligger 16 meter över havet och antalet invånare är 1 248. Den ligger på ön Cypern.
Terrängen runt Meneou är platt. Havet är nära Meneou åt sydost.  Närmaste större samhälle är Larnaca, 7,3 km norr om Meneou. Trakten runt Meneou består till största delen av jordbruksmark.